# Mariane Pearl
Pour les articles homonymes, voir Pearl.
Mariane van Neyenhoff Pearl (née le 23 juillet 1967 à Clichy, France) est une journaliste française ayant travaillé pour le magazine Glamour et Radio France Internationale. Elle est la veuve de Daniel Pearl journaliste du Wall Street Journal qui fut enlevé et assassiné au Pakistan en 2002.

## Biographie
D'origine juive néerlandaise, afro-latino-cubaine et d'ancêtres cubain chinois, elle grandit à Paris, perd son père qui se suicide puis rencontre plus tard le journaliste Daniel Pearl.
Ils se marièrent en août 1999, vécurent à Mumbai en Inde où Daniel était le responsable du bureau d'Asie du Sud pour le Wall Street Journal, puis voyagèrent à Karachi au Pakistan pour couvrir les aspects de la guerre contre le terrorisme.  Leur fils Adam est né à Paris trois mois après que son père fut tué.
Les mémoires de Mariane Pearl, A Mighty Heart, ont été adaptées au cinéma dans le film Un cœur invaincu. Coproduit par Brad Pitt, Andrew Eaton (en) et Dede Gardner, le film est réalisé par Michael Winterbottom, où Angelina Jolie et Dan Futterman tiennent le rôle de Mariane et Daniel Pearl.
Mariane Pearl pratique le Bouddhisme Nichiren et fait partie de l'organisation Sōka Gakkai.

### Fondation Daniel Pearl
Mariane Pearl est membre de la Daniel Pearl Foundation avec les correspondants internationaux Christiane Amanpour, l'ancien Président des États-Unis Bill Clinton, le pakistanais Abdul Sattar Edhi, le président de l'université Stanford John L. Hennessy, Ted Koppel, la reine Noor de Jordanie, le président de l'Université al-Qods Sari Nusseibeh, le violoniste Itzhak Perlman, le prix nobel de la paix Elie Wiesel, les parents de Daniel Pearl Ruth et Judea Pearl, ...

### Poursuite judiciaire
En juillet 2007, Mariane Pearl engagea des poursuites à la cour de New York contre les terroristes et une banque qui les aurait financés, pour leurs rôles présumés dans l'enlèvement, la torture et le meurtre de son mari. Parmi les inculpés apparaissent les noms de Ahmed Omar Saïd Cheikh, Khalid Cheikh Mohammed et la banque Habib (Habib Bank Limited).

### Chime for change
En 2015, elle devient directrice la rédaction de la fondation Chime for change.

## Télévision
Mariane a participé aux émissions :
- Tout le monde en parle (2003)
- The Robert MacNeil Report (2002)
- American Morning (2002)